# Miami Social
Miami Social är en amerikansk reality-TV-serie av Bravo som hade premiär den 14 juli 2009. Serien följer sju vänner som bor, jobbar och umgås i South Beach, Miami. Miami Social mottog övervägande negativ respons från mediajournalister och hade låga tittarsiffror. Seriens sista avsnitt sändes 18 augusti 2009.